# 무한 논리
수리논리학에서 무한 논리(無限論理, 영어: infinitary logic)는 무한한 논리합·논리곱·전칭 기호·존재 기호를 나타낼 수 있는 논리 체계이며, 유한 1차 논리를 일반화한다.

## 정의
{\displaystyle \kappa }가 무한 정칙 기수이며, {\displaystyle \lambda \leq \kappa } 역시 무한 기수라고 하자. 무한 논리 {\displaystyle L_{\kappa \lambda }}의 항(영어: term)들은 다음과 같다.
- 임의의 순서수 {\displaystyle \alpha \leq \lambda }에 대하여, 변수 {\displaystyle x_{\alpha }}는 항이다.
- 자연수 {\displaystyle n\in \mathbb {N} }에 대하여, 만약 {\displaystyle n}항 연산 {\displaystyle f} 및 항 {\displaystyle t_{1},t_{2},\dots ,t_{n}}이 존재한다면, {\displaystyle f(t_{1},\dots ,t_{n})}은 항이다.

{\displaystyle L_{\kappa \lambda }}의 공식(영어: formula)들은 다음과 같다.
- 자연수 {\displaystyle n\in \mathbb {N} }에 대하여, 만약 {\displaystyle n}항 관계 {\displaystyle R} 및 항 {\displaystyle t_{1},t_{2},\dots ,t_{n}}이 존재한다면, {\displaystyle R(t_{1},t_{2},\dots ,t_{n})}은 공식이다.
- (등식) 임의의 항 {\displaystyle s}, {\displaystyle t}에 대하여, {\displaystyle s=t}는 공식이다.
- (부정) 임의의 공식 {\displaystyle \phi }에 대하여, {\displaystyle \lnot \phi }는 공식이다.
- (무한 논리합) 크기가 {\displaystyle \kappa } 미만인, 공식들의 집합 {\displaystyle \Phi }에 대하여, {\displaystyle \bigvee \Phi }
- (무한 전칭 기호) 크기가 {\displaystyle \lambda } 미만인 변수들의 집합 {\displaystyle X} 및 공식 {\displaystyle \phi }에 대하여, 만약 {\displaystyle X}의 어느 원소도 {\displaystyle \phi }에서 속박 변수가 아니라면, {\displaystyle \forall X\colon \phi }는 공식이다.

크기가 {\displaystyle \kappa } 미만인 공식들의 집합 {\displaystyle \Phi }에 대하여,
{\displaystyle \bigwedge \Phi }
는
{\displaystyle \lnot \bigvee \{\lnot \phi \colon \phi \in \Phi \}}
의 약자이다. 마찬가지로, 크기가 {\displaystyle \lambda } 미만인 변수들의 집합 {\displaystyle X} 및 {\displaystyle X}가 속박 변수로 등장하지 않는 공식 {\displaystyle \phi }에 대하여,
{\displaystyle \exists X\colon \phi }
는
{\displaystyle \lnot \forall X\colon \lnot \phi }
의 약자이다. 마찬가지로,
{\displaystyle \phi \implies \chi }
는
{\displaystyle \lnot \phi \lor \chi }
의 약자이며,
{\displaystyle \phi \iff \chi }
는
{\displaystyle \bigwedge \{\phi \implies \chi ,\chi \implies \phi \}}
의 약자이다. 문장(영어: sentence)은 자유 변수가 없는 공식이다. 이론(영어: theory)은 문장들의 집합이다.
무한 논리는 (유한) 1차 논리와 마찬가지로 증명 이론과 모형 이론을 정의할 수 있다. 논리 {\displaystyle L_{\kappa ,\lambda }}가 다음 조건을 만족시키면, 완전 논리(영어: complete logic)라고 한다.
- 어떤 문장 {\displaystyle \phi \in L_{\kappa ,\lambda }}이 모든 모형 {\displaystyle M}에서 성립한다면, {\displaystyle \phi }의 증명이 존재한다.

논리 {\displaystyle L_{\kappa ,\lambda }}가 다음 조건을 만족시키면, 강완전 논리(영어: strongly complete logic)라고 한다.
- 임의의 이론 {\displaystyle {\mathcal {T}}} 및 문장 {\displaystyle \phi }에 대하여, 만약 {\displaystyle {\mathcal {T}}\models \phi }라면 {\displaystyle {\mathcal {T}}\vdash \phi }이다. 여기서 {\displaystyle {\mathcal {T}}\models \phi }는 임의의 모형 {\displaystyle M}에 대하여, 만약 {\displaystyle M\models {\mathcal {T}}}라면 {\displaystyle M\models \phi }라는 뜻이다.

강완전성은 완전성보다 더 강한 조건이다. 즉, 모든 강완전 논리는 완전 논리이나, 그 역은 일반적으로 성립하지 않는다.

## 성질
만약 {\displaystyle L_{\kappa \kappa }}가 강완전 논리라면, {\displaystyle \kappa }는 강콤팩트 기수이다.

## 예
대표적인 무한 논리로는 다음을 들 수 있다.
- {\displaystyle L_{\omega \omega }}. 이는 (유한) 1차 논리이며, 또한 강완전 논리이다 (괴델의 완전성 정리).
- {\displaystyle L_{\omega _{1}\omega }}. 이는 완전 논리이지만 강완전 논리가 아니다.

## 역사
데이나 스콧과 알프레트 타르스키가 1958년에 도입하였다.

## 응용
무한 논리는 집합론에서 약콤팩트 기수·강콤팩트 기수 등의 큰 기수들을 정의할 때 쓰인다.

## 같이 보기
- 약콤팩트 기수
- 강콤팩트 기수